# Навколосвітня подорож

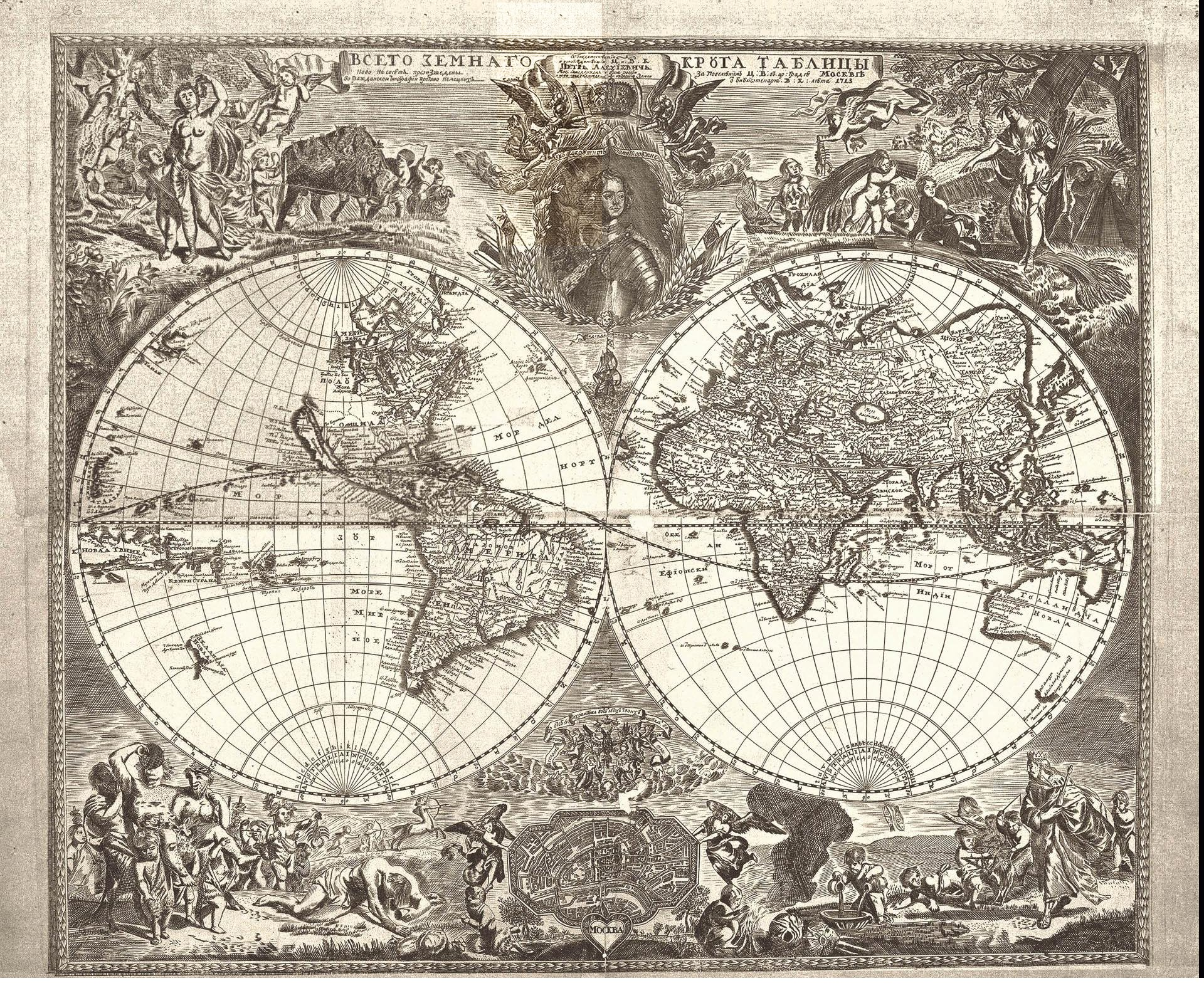
Російська карта світу 1707 року: Антарктида відсутня повністю, Канада — в більшій частині

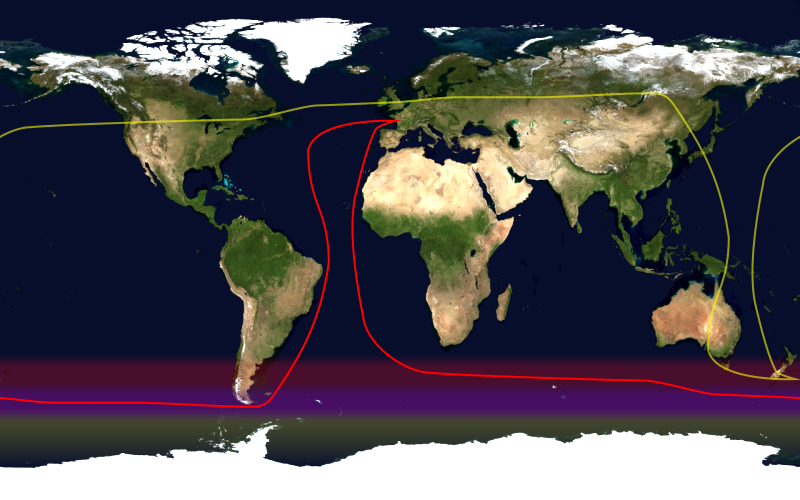
Типовий маршрут сучасних яхтових перегонів (червоним)

Навколосвітня подорож — подорож, маршрут якої в системі відліку, пов'язаної з Земною кулею, огинає земну вісь, перетинає всі меридіани і завершується в вихідній точці. Якщо така подорож здійснюється без надання зовнішньої допомоги, без поповнення запасів води, провізії, обладнання тощо, то така подорож називається навколосвітньою безперервною подорожжю.
Теоретично, обійшовши по колу невеликого радіуса один з полюсів, можна за короткий час перетнути всі меридіани й таким чином здійснити навколосвітню подорож. Проте, зазвичай під «навколосвітньою» розуміють таку подорож, при якій мандрівник не тільки перетинає всі меридіани, але й обходить Землю по великому колу.

## Морські навколосвітні подорожі
Першу в історії людства навколосвітню подорож здійснив португальський мореплавець Фернан Магеллан у 1519—1522 рр.
Перше плавання яхтсмена-одинака здійснив Джошуа Слокам на яхті «Спрей» у 1895—1898 роках.
Декілька сучасних спортивних яхтових перегонів є навколосвітніми, серед них: Volvo Ocean Race‎, Вандей Глоб, Global Ocean Race, Barcelona World Race та інші.
В зиму 2004/2005 року британська яхтсменка, дама Еллен Макартур на спеціально побудованому тримарані «B & Q / Castorama» довжиною 23 метри встановила світовий рекорд одиночного навколосвітнього плавання з часом 71 день 14 годин 18 хвилин 33 секунди.
Першою вітрильною яхтою України, яка здійснила навколосвітнє плавання, стала яхта «Ікар». Плавання відбулось у 1987—1988 роках.

## Авіаційні та повітроплавчі навколосвітні подорожі
Відповідно до правил Міжнародної авіаційної федерації для встановлення рекорду швидкості в навколосвітньому перельоті літак повинен максимально швидко пролетіти довжину, не меншу за тропік Рака, перетнути всі меридіани й приземлитися на тому ж аеродромі, з якого вилетів. Ця довжина визначена з великою точністю і становить 36,787,559 км.
Першим повітроплавчу навколосвітню подорож на повітряній кулі здійснили у 1999 році Бертран Піккар і Браян Джонс.
Першу таку подорож соло після п'яти невдалих спроб здійснив американець Стів Фоссетт у 2002 році. В цій подорожі він подолав 33 тис. км та встановив декілька рекордів, в тому числі рекорд швидкості перельоту на повітряній кулі — 320 км/год. Переліт тривав 320 годин і 33 хвилини. Під час перельоту Фоссетт спав 4 години на добу уривками по 45 хвилин. 
У 2016 році аналогічний переліт здійснив Федір Конюхов, який подолав 34,7 тис. км за 269 годин 31 хвилину.

## Навколосвітні подорожі в культурі
- «Навколо світу за вісімдесят днів» — роман Жюля Верна
- «Навколосвітня подорож вітрильником наодинці» — автобіографічний опис подорожі капітана-яхтсмена Джошуа Слокама
- Христина Хойновська-Ліскевич, Вацлав Ліскевич. Перша навколо світу. Серія: Славні Моряки. (пол.). — Морське, 1979. — ISBN 83-215-4390-1. (опис навколосвітньої подорожі яхтсменки Христини Хойновської-Ліскевич)

## Цікаві факти
- Єдиним значним військовим підрозділом, який за всю світову історію обігнув Земну кулю, виявився повсталий Чехословацький корпус.